# Plebanka (Krukówka)
Plebanka – część wsi Krukówka w Polsce położona w województwie lubelskim, w powiecie ryckim, w gminie Stężyca.
W latach 1975–1998 Plebanka należała administracyjnie do ówczesnego województwa lubelskiego.